# Архангелогородська губернія
Архангелогородська губерния — історична адміністративно-територіальна одиниця Російської імперії, одна з перших 8-ми губерній імперії.
Утворена за указом Петра I від 18 грудня 1708 року. Центром було місто Архангельськ (Архангелогородськ).
Губернія була розташована на півночі Російської імперії та межувала з Сибірською губернією на сході, Казанською губернією на південному сході, Московською та Інгерманландською губерніями на південному заході, Швецією на заході та Норвегією на північному заході. На півночі губернія була обмежена Білим та Баренцевим морями
З точки зору сучасного адміністративного поділу Росії, Архангелогородська губернія охоплювала райони сьогоднішніх Мурманської області, Ненецького автономного округу та Республіки Комі, більшої частини Архангельської та Вологодської областей, а також частини Республіки Карелія, Костромської, Кіровської та Нижньогородської області.

## Склад
1. Архангельськ
2. Вага
3. Вологда
4. Галич
5. Кевроль
6. Кінешма
7. Кологрів
8. Кольський острог
9. Мезень
10. Парфеньєв
11. Пустозерський острог
12. Соль Вичегодська
13. Соль Галицька
14. Судай
15. Тотьма
16. Устьянські волості
17. Устюг Великий
18. Чаронда
19. Чухлома

## Реформування
29 травня 1719 губернія була поділена на 4 провінції:
1. Архангелогородська, центр — Архангельськ
2. Вологодська, центр — Вологда
3. Галицька, центр — Галич
4. Устюзька, центр — Устюг Великий

У 1778 році Галицька провінція увійшла до складу Костромського намісництва.

## Очільники
- з 1708 по 1711 — губернатор Петро Олексійович Голіцин
- з 22 лютого 1711 по травень 1714 віце-губернатор Олексій Олександрович Курбатов
- з 1714 по 1725 губернатор Петро Юхимович Лодиженський

## Скасування
25 січня 1780 року губернія була розформована: Двінська, Вологодська, Велокоустюзька провінції увійшли до Вологодського намісництва.
Проте вже в березні 1784 року було утворено Архангельське намісництво, а 1796 року була утворена Архангельська губернія — значно менша за територію колишньої Архангелогородської губернії.